# عبد الهادي العلمي
عبد الهادي العلمي صريفي (ولد في 1941 في فاس، المغرب) هو المالك الحالي لمجموعة فنادق دنيا.

## حياته
بدأ مسيرته للمفتشية المالية في القطاع العام، وقبل أن يستقيل بدأت في مجال السياحة. وعبد الهادي قاد الشركة المغربية للسياحية من سبتمبر عام 1970 حتى 10 مارس عام 1976. وبعد ذلك، أسس مجموعته الفندقية التي أسماها «مجموعة دنيا». وكان مسؤول تنفيذي في مقعد مراكش عن قصر الكونجرس.

## كتب
- 2004 : السياحة المغربية، الأمل الأبدى.

## وصلات خارجية
- مقابلة مع عبد الهادي العلمي | Maroc Hebdo.Press